# Обични кобац
Обични кобац (лат. Accipiter nisus) је мала птица грабљивица из реда јастребовки (лат. Accipitrifomes) која живи на простору сјеверне Европе, Азије и сјеверне Африке. Ова птица је селица.

## Опис
Птица има кратка крила и дуго тијело. Величина мужјака се креће од 24 до 34 cm са распоном крила од 59 до 64 cm. Мужјаци имају тамно сиво перје и црвенкаст стомак.
Величина женски се креће од 34 до 41 cm, а распон крила од 67 до 80 cm. Перје им је сиве боје са бијелим тачкицама по тијелу. Током лета имају карактеристично оглашавање „флап-флап“.

### Исхрана
Обични кобац се храни мањим птицама као што су кос и јаребица (понекад лови и врапце), мишевима и слијепим мишевима. У лову се ослања на свој одличан вид, који је много бољи од човјечијег. Помоћу својих оштрих канџи и кљуна комада плијен на ситне комаде.

### Размножавање
Женка у мају и јуну гради гнијездо у које снесе око пет јаја и сједи на њима неколико седмица. Младунчад остају са мајком у гнијезду док не буду способни за самостални живот.

## Подврсте
Постоји седам подврста. То су:

## Угоженост
Некада је ова птица била веома ријетка, али данас је заштићена врста и број јединки је у порасту.

## Галерија
- Илустрација одраслих јединки.
- Женка са карактеристичним перјем.
- Обични кобац у лету.
- Обични кобац на пољу.
- Глава обичног копца.
- Јаја обичног копца.
- Accipiter nisus